# Casa degli Omenoni
La Casa degli Omenoni o Palazzo Leoni-Calchi è un palazzo di Milano costruito intorno al 1565, situato nella odierna via degli Omenoni, dietro la chiesa di San Fedele. Il nome deriva dagli otto telamoni (omenoni, ovvero "omoni", "grandi uomini") della facciata, scolpiti da Antonio Abondio.

## Storia
La costruzione del palazzo si deve allo scultore e cesellatore aretino Leone Leoni, scultore imperiale al servizio di Carlo V d'Asburgo e Filippo II di Spagna. L'artista, nominato scultore della Zecca di Milano nel 1542, acquistò la proprietà nel 1549, e nel 1565 ne avviò la ristrutturazione, facendone l'abitazione propria e del figlio, Pompeo Leoni, anch'egli scultore.
Furono entrambi celebri collezionisti e mercanti d'arte, e radunarono all'interno della casa una celebre ed eclettica collezione di arte antica e opere dei maggiori artisti del tempo, fra cui spiccavano opere di Tiziano e Correggio, la collezione dei disegni di Leonardo da Vinci ereditati dal suo allievo Francesco Melzi, calchi in gesso di statue classiche fra cui la statua equestre di Marco Aurelio del Campidoglio. Della collezione, successivamente dispersa, alcune opere confluirono poi all'Ambrosiana, fra cui il Codice Atlantico di Leonardo.
Vasari descrive il palazzo nel capitolo delle Vite dedicato a Leone Leoni, narrando come
(Giorgio Vasari, Vite dei più eccellenti architetti pittori et scultori italiani da Cimabue insino a' tempi nostri, Vita di Lione Lioni, Aretino)
La Casa degli Omenoni non solo fu la residenza di Leone Leoni, ma ospitò anche, alla fine del XIX secolo, la rinomata casa discografica Ricordi e dal 1924 divenne la sede del Clubino, un esclusivo club per gentiluomini.

## Descrizione
La facciata è composta da due ordini e da un attico, di epoca posteriore, ed è scandita verticalmente in sette scomparti. Al piano terreno sono ripartiti dagli otto colossali telamoni in pietra, rappresentanti barbari sconfitti ispirati alla statuaria della Roma classica. Al di sopra delle teste dei barbari sono indicate le stirpi alle quali appartengono: Svevo, Quado, Adiabene, Parto, Sarmata e Marcomanno. Ad essi sono alternate due finestre dal timpano spezzato, e altre due finestre ad arco, aperte successivamente in luogo delle nicchie che vi si trovavano precedentemente. Al piano nobile colonne incassate di ordine ionico si alternano a nicchie e finestre cui nell'Ottocento furono aggiunti i balconcini.
Nello scomparto centrale del fregio che corre sotto la gronda, il rilievo con la Calunnia sbranata dai leoni allude al casato dei proprietari.
Nell'interno, restaurato dal Portaluppi nel 1929, il cortile è a pianta rettangolare, con tre ali porticate e fregio di metope e triglifi.

## Galleria d'immagini

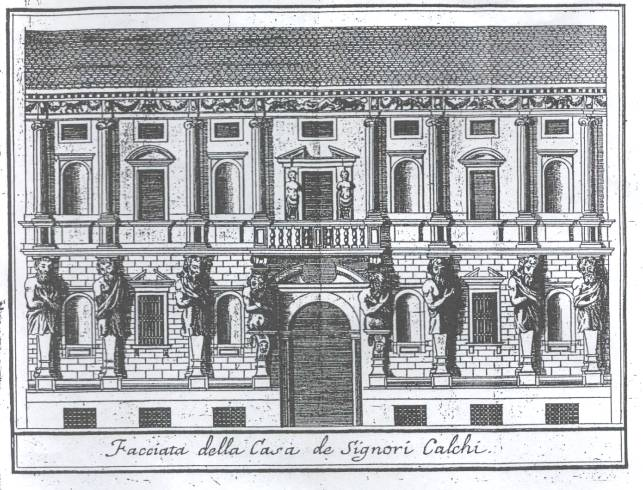
La Casa degli Omenoni nella Descrizione di Milano di Serviliano Latuada
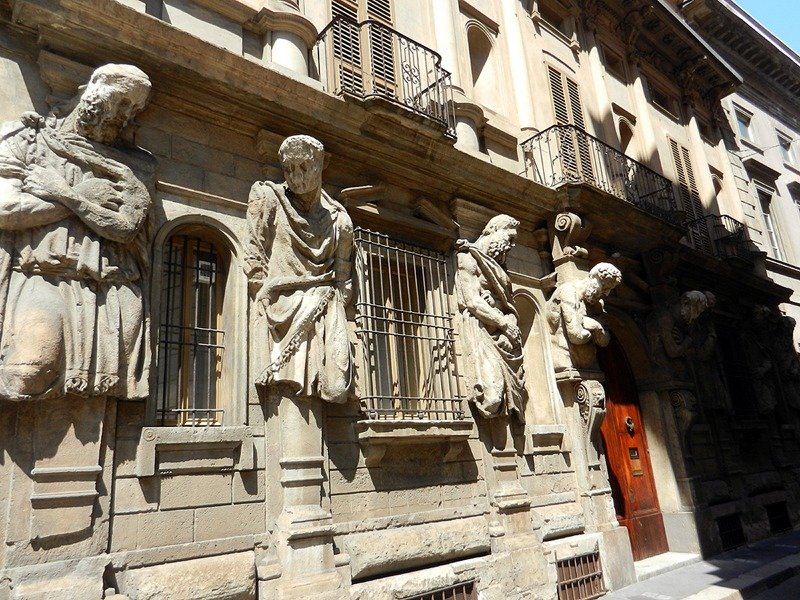
I telamoni della Casa degli Omenoni a Milano
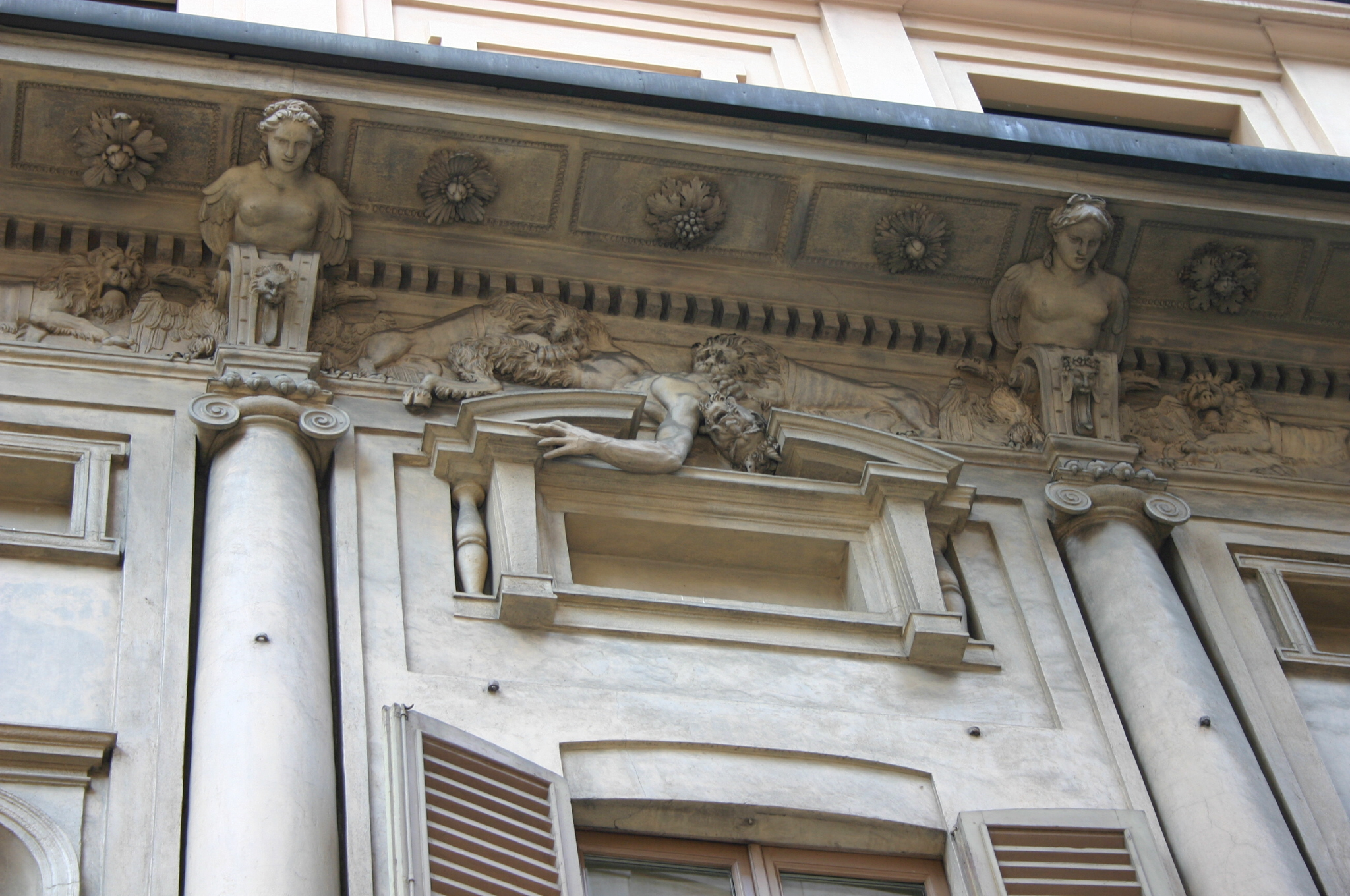
il rilievo con la Calunnia sbranata dai leoni